# Bulz
Bulz (Csarnóháza en hongrois) est une commune roumaine du județ de Bihor, en Transylvanie, dans la région historique de la Crișana et dans la région de développement Nord-Ouest.

## Géographie
La commune de Bulz est située dans l'est du județ, à la limite avec le județ de Cluj, dans les Monts Pădurea Craiului et les Monts Vlădeasa (qui appartiennent aux Monts Apuseni), dans la vallée de la rivière Iad, affluent du Crișul Repede, à 30 km au sud-est d'Aleșd et à 70 km à l'est d'Oradea, le chef-lieu du județ.
La municipalité est composée des trois villages suivants, nom hongrois, (population en 2002) :
- Bulz, Csarnóháza (922) siège de la commune ;
- Munteni, Minteni (595) ;
- Remeți, Jádremete (903).

## Histoire
La première mention écrite du village de Bulz date de 1406 sous le nom de Chornoaza.
La commune, qui appartenait au royaume de Hongrie, en a donc suivi l'histoire.
Après le compromis de 1867 entre Autrichiens et Hongrois de l'empire d'Autriche, la principauté de Transylvanie disparaît et, en 1876, le royaume de Hongrie est partagé en comitats. Bulz intègre le comitat de Bihar (Bihar vármegye).
À la fin de la Première Guerre mondiale, l'Empire austro-hongrois disparaît et la commune rejoint la Grande Roumanie au traité de Trianon.
En 1940, à la suite du deuxième arbitrage de Vienne, elle est annexée par la Hongrie jusqu'en 1944, période durant laquelle sa petite communauté juive est exterminée par les nazis. Elle réintègre la Roumanie après la Seconde Guerre mondiale au traité de Paris en 1947.

## Politique
| Identité                     | Période           | Période           | Durée              | Étiquette              |
| Identité                     | Début             | Fin               | Durée              | Étiquette              |
| ---------------------------- | ----------------- | ----------------- | ------------------ | ---------------------- |
| Augustin Sărăcuț (d),        | 2004              | 1er novembre 2024 | 20 ans             | Parti national libéral |
| Cosmina-Lenuța Piț-Dogar (d) | 1er novembre 2024 | En cours          | 4 mois et 13 jours |                        |

| Parti | Parti                        | Sièges |
| ----- | ---------------------------- | ------ |
|       | Parti national libéral (PNL) | 4      |
|       | Parti social-démocrate (PSD) | 6      |
|       | Parti Roumanie unie (PUR)    | 1      |

## Religions
En 2002, la composition religieuse de la commune était la suivante :
- Chrétiens orthodoxes, 88,80 % ;
- Pentecôtistes, 10,57 %.

## Démographie
En 1910, à l'époque austro-hongroise, la commune comptait 2 376 Roumains (96,62 %) et 83 Hongrois (3,38 %).
En 1930, on dénombrait 2 962 Roumains (94,60 %), 108 Hongrois (3,45 %), 31 Juifs (0,99 %) et 21 Allemands (0,67 %).
En 1956, après la Seconde Guerre mondiale, 3 046 Roumains (97,47 %) côtoyaient 56 Hongrois (1,79 %) et 10 Roms (0,32 %).
En 2002, la commune comptait 2 407 Roumains (99,46 %) et 9 Hongrois (0,37 %). 
| 1880  | 1890  | 1900  | 1910  | 1920  | 1930  | 1941  | 1956  | 1966  |
| ----- | ----- | ----- | ----- | ----- | ----- | ----- | ----- | ----- |
| 2 387 | 2 149 | 3 109 | 2 459 | 2 183 | 3 131 | 3 246 | 3 125 | 3 120 |

| 1977  | 1992  | 2002  | 2007  | - | - | - | - | - |
| ----- | ----- | ----- | ----- | - | - | - | - | - |
| 3 600 | 2 851 | 2 420 | 2 175 | - | - | - | - | - |

## Économie
L'économie de la commune repose sur l'agriculture, l'élevage et l'exploitation des forêts. la commune dispose d'un vaste potentiel touristique avec ses montagnes et ses nombreuses grottes.

## Communications

### Routes
Bulz est située sur la route régionale DJ108K qui la relie au nord à la DJ108I qui permet de rejoindre Bratca, Bucea et la nationale DN1 Oradea-Cluj-Napoca et au sud aux villages de Munteni et Remeți. La DJ118K relie Remeți avec le barrage de Lesu.

## Lieux et monuments
- Bulz, église orthodoxe datant de 1891[8] ;
- Remeți, église orthodoxe datant de 1914[8] ;
- Nombreuses grottes.